# Webster Chikabala
Webster Chikabala, né le 27 mars 1965 et mort en 1998, est un footballeur zambien des années 1990.

## Buts en sélection
| Buts en sélection de Webster Chikabala | Buts en sélection de Webster Chikabala | Buts en sélection de Webster Chikabala | Buts en sélection de Webster Chikabala | Buts en sélection de Webster Chikabala | Buts en sélection de Webster Chikabala | Buts en sélection de Webster Chikabala |
|                                        | Date                                   | Lieu                                   | Adversaire                             | Score                                  | Résultat                               | Compétition                            |
| -------------------------------------- | -------------------------------------- | -------------------------------------- | -------------------------------------- | -------------------------------------- | -------------------------------------- | -------------------------------------- |
| 1.                                     | 3 mars 1990                            | Annaba (Algérie)                       | Cameroun                               | 1-0 (1 but à 58e)                      | 1-0                                    | CAN 1990                               |
| 2.                                     | 15 mars 1990                           | Alger (Algérie)                        | Sénégal                                | 1-0 (1 but à 73e)                      | 1-0                                    | CAN 1990 (3e place)                    |